# Communauté de communes du canton de Saint-Jean-d'Angély
La Communauté de communes du canton de Saint-Jean-d'Angély est une ancienne communauté de communes française, située dans le département de la Charente-Maritime et la région Nouvelle-Aquitaine. Elle a été dissoute le 31 décembre 2013 et ses communes membres ont rejoint la Communauté de communes des Vals de Saintonge.

## Histoire
- Régime fiscal (au 01/01/2010): fiscalité CETU (contribution économique territoriale unique).

## Quelques données géographiques en 2006
- Superficie : 232,01 km2 (soit 3,38 % du département de la Charente-Maritime).

- 1 canton concerné : Canton de Saint-Jean-d'Angély.

- Population 2006 : 2,70 % du département de la Charente-Maritime.
- Population 1999 : 2,84 % du département de la Charente-Maritime.

- Densité de population en 2006 : 70 hab/km2 (Charente-Maritime : 87 hab/km2).

- Évolution annuelle de la population (entre 1999 et 2006): +0,32 % (+1,07 % pour le département).
- Évolution annuelle de la population (entre 1990 et 1999): -0,27 % (+0,61 % pour le département).

- 1 ville de plus de 2 000 habitants : Saint-Jean-d'Angély
- Pas de ville de plus de 15 000 habitants

## Composition
Lors de sa dissolution, elle regroupait 19 communes :
- Antezant-la-Chapelle
- Asnières-la-Giraud
- La Benâte
- Bignay
- Courcelles
- Les Églises-d'Argenteuil
- Fontenet
- Landes
- Mazeray
- Saint-Denis-du-Pin
- Poursay-Garnaud
- Saint-Jean-d'Angély
- Saint-Julien-de-l'Escap
- Saint-Pardoult
- Ternant
- Varaize
- La Vergne
- Vervant
- Voissay